# 天暦 (元)
天暦（てんれき）は、中国・元の文宗トク・テムル及び明宗コシラの治世で用いられた元号。1328年 - 1330年。モンゴル語史料ではTen-liと転写されている。
- 元年9月13日：致和から改元（トク・テムルが天順帝アリギバに対抗して即位したため）。
- 3年5月8日：至順に改元。

## 西暦・干支との対照表
| 天暦 | 元年   | 2年    | 3年    |
| 西暦 | 1328年 | 1329年 | 1330年 |
| 干支 | 戊辰   | 己巳   | 庚午   |